# Sterna forsteri
La sterna di Forster (Sterna forsteri, Nuttall, 1834), è un uccello della sottofamiglia Sterninae nella famiglia Laridae.

## Tassonomia
Sterna forsteri non ha sottospecie, è monotipica.

## Distribuzione e habitat
Vive in tutto il Nord America ad eccezione dell'estremo nord del Canada. Lo si incontra anche nei Caraibi e nell'Europa occidentale, soprattutto in Irlanda e nella Penisola Iberica. Saltuariamente visita l'Alaska, l'Islanda e il sud del Centro America (Costa Rica e Panama). È un uccello che frequenta ambienti pelagici e neritici, ma anche ambienti acquatici dell'entroterra, come i grandi laghi.